# Bauhinia tortuosa
Bauhinia tortuosa är en ärtväxtart som beskrevs av Collett och William Botting Hemsley. Bauhinia tortuosa ingår i släktet Bauhinia och familjen ärtväxter. Inga underarter finns listade i Catalogue of Life.